# Johannes Meisner

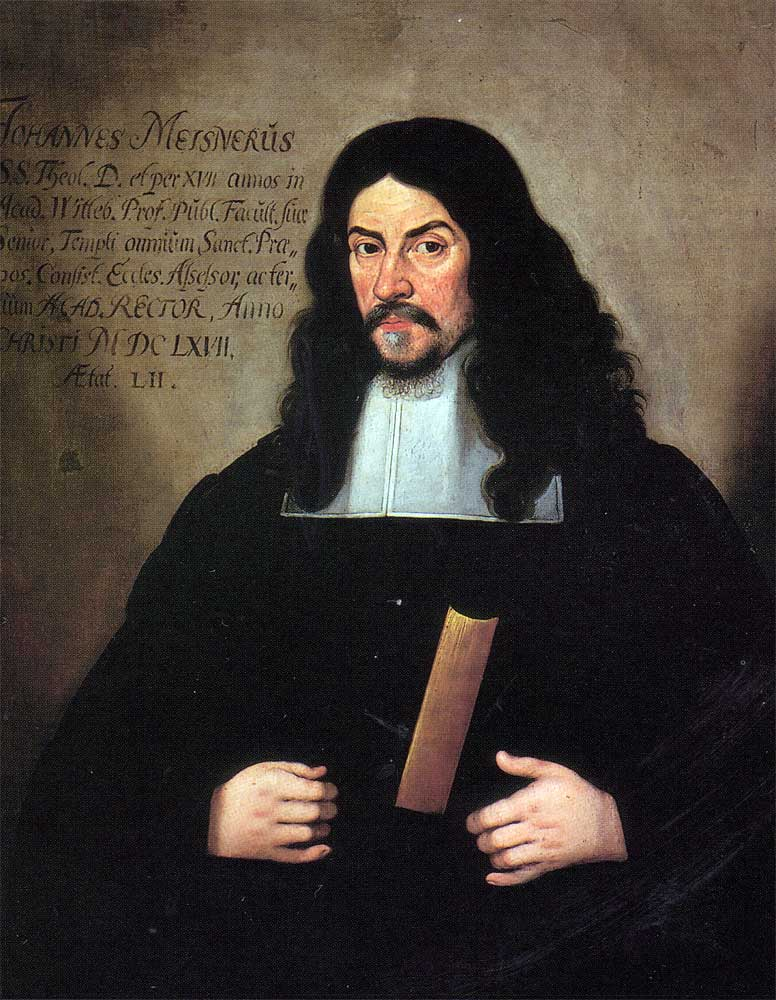
Johannes Meisner

Johannes Meisner, auch Johannes Meißner, Johannes Meisnerus, Johann Meisner, Johann Meißner, Johann Meisnerus und Joannes Meisnerus (* 4. April 1615 in Torgau; † 11. November 1681 in Wittenberg), war ein deutscher lutherischer Theologe, Professor der Theologie sowie Autor von religiösen Schriften.

## Leben
Johannes Meisner wurde als Sohn des Torgauer Bürgers Caspar Meisner und dessen Frau Anna List geboren. Er besuchte die Stadtschule seiner Heimatstadt. Am 16. März 1635 immatrikulierte er sich an der Universität Wittenberg, wo er sich zunächst einem philosophischen Studium widmete und am 25. September 1638 den akademischen Grad eines Magisters der freien Künste erwarb. Nachdem er am 30. Oktober 1641 den Grad eines Magister legens erworben hatte, gab er dort Vorlesungen in Latein und Griechisch. Am 17. Mai 1642 wurde er als Adjunkt in die Philosophische Fakultät aufgenommen und widmete sich dem Studium der Theologie.
Dazu begab er sich auf eine Bildungsreise nach Frankreich, wo er sich auch eine Weile an der Universität Straßburg aufhielt. Zurückgekehrt nach Kursachsen ging er als Rektor an die Stadtschule seiner Heimatstadt. Ihn zog es jedoch zum akademischen Dienst, so erwarb er in Wittenberg das Lizenziat der Theologie und hielt erste Vorlesungen an der Theologischen Fakultät. 1649 erhielt er dort ein Extraordinariat. 1650 wurde er zum vierten ordentlichen Professor befördert und zugleich zum Doktor der Theologie promoviert. Neben der Professur verwaltete er die kurfürstlichen Stipendiaten. 1652 stieg er in die nächsthöhere Professur auf und wurde nach dem Tod von Johann Scharf 1660 Senior der Fakultät. Damit war die Stelle des Propstes an der Schlosskirche Wittenberg und eines Assessors im Wittenberger Konsistorium verbunden.
Damit kam er in eine Stellung, die sein theologischer Amtskollege und lutherisch-orthodoxer Polemiker Abraham Calov für sich beanspruchte. Meisner unterschied sich von diesem vor allem durch seine Irenik, die auf einer liberalen Position beruhte, welche sich vor allem in einer Differenzierung zwischen fundamentalen und nichtfundamentalen Glaubensartikeln reflektierte. Dies war vor allem für Calov der Punkt, nun gegenüber Meisner skeptisch zu erscheinen. Als Johannes Meisner 1669 sein bedeutendes Werk Examen Catechismi Palatini veröffentlichte, sah Calov genügend Gründe gegeben, gegen Meisner anzugehen. Calov diskreditierte das Werk als unlutherisch, woraus ein öffentlich geführter Disput entstand. Obwohl Meisner nach Begutachtung zugestimmt wurde, schadeten diese Auseinandersetzungen dem Ruf der Akademie.
Meisner verwaltete in den Wintersemestern 1652, 1658, 1666, 1672 und 1678 das Rektorat der Universität. Zudem amtierte er in den Jahren 1650/51, 1652, 1654, 1656, 1658, 1660, 1662, 1664, 1666, 1668, 1670, 1672, 1674, 1676, 1678 und 1680 als Dekan der Theologischen Fakultät.

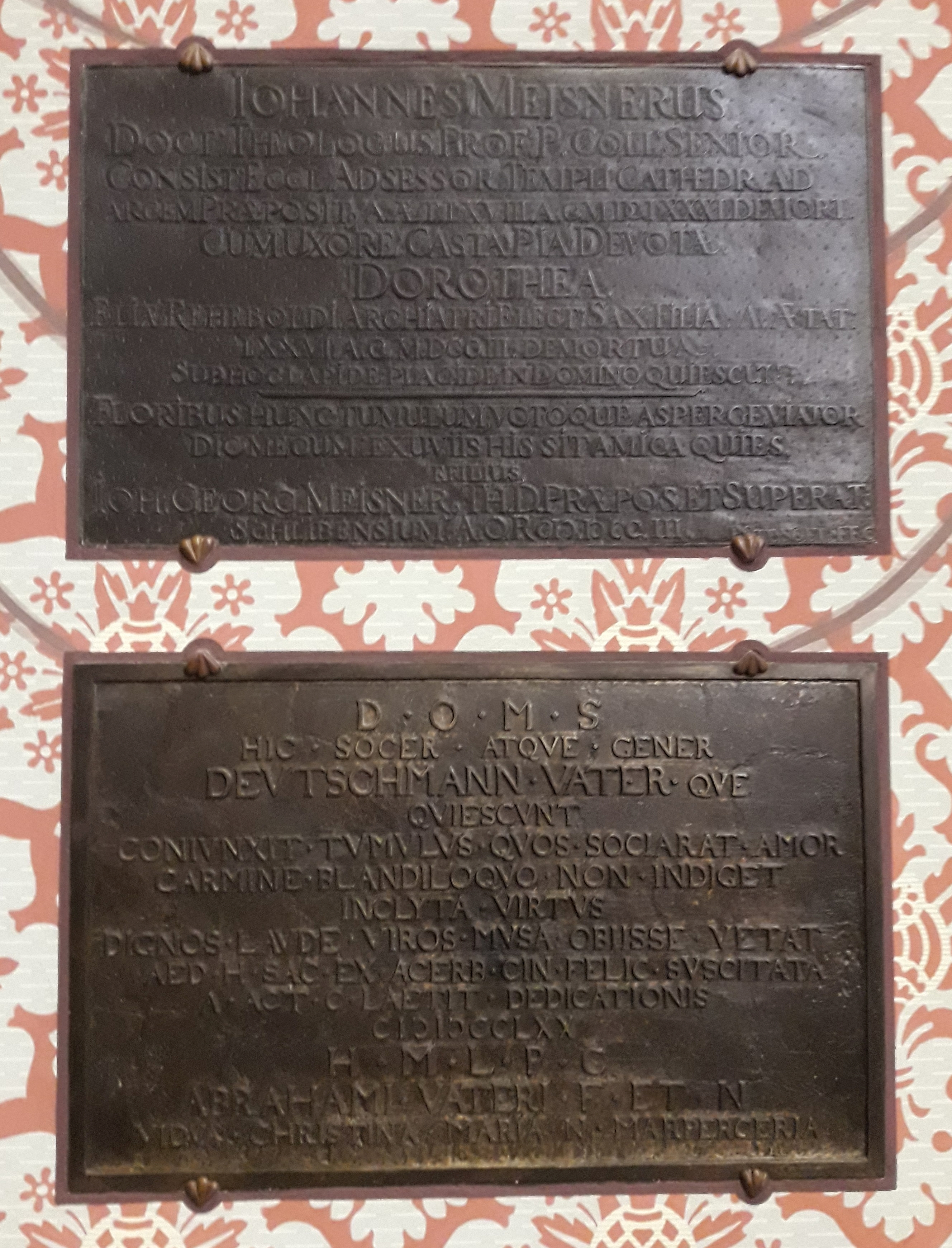
Monument für Meisner (oben) in der Schlosskirche Wittenberg

Johannes Meisner starb am 11. November 1681 und wurde am 17. November in der Wittenberger Schlosskirche beigesetzt. Sein Sohn stiftete in Gedenken an ihn und seine Frau dort ein Epitaph.

## Familie
Meisner heiratete am 11. November 1653 in Dresden Dorothea Rehebold (* ± 1627 in Torgau; begr. 6. Juni 1703 in Wittenberg), die Tochter des einstigen Torgauer Stadtphysicus und späteren kurfürstlich sächsischen Leibarztes Dr. med. Elias Rehebold (* 5. Oktober 1595 in Zwickau; † 20. Januar 1672 in Dresden) und dessen 1620 in Torgau angetrauter Frau Sabina Sander (* 5. Dezember 1600 in Torgau; begr. 25. März 1674 in Wittenberg), die Tochter des Georg Sander († 1604) war, welcher sich in Torgau niederließ und geadelt wurde, sowie dessen Frau Margaretha, die Tochter des Barthold Fritz war. Aus der Ehe entstammten unter anderem die unten aufgeführten Kinder.
1. Johanna Dorothea Meisner (~ 30. November 1654 in Wittenberg) verheiratet 8. Mai 1681 mit dem Adjunkt an der Philosophischen Fakultät Friedrich Christian Bücher
2. Johann Georg Meisner (* 29. November 1655 in Wittenberg; † 8. November 1740 in Schlieben) 1676 bis 1679 Universität Frankfurt/Oder, Universität Leipzig, Universität Wittenberg, dann Reisen an Universität Basel, Universität Tübingen, Universität Gießen, Universität Kopenhagen, Universität Leiden, 1681 Mag. phil. Universität Wittenberg, 1684 Lic. theol. ebenda, 1684 Oberpfarrer in Schmiedeberg, 1691 Dr. theol. Universität Wittenberg, 1691 bis 1733 Propst in Schlieben, verheiratet 1685 mit Johanna Salome Oerschel, Tochter des Advokaten in Weißenfels Dr. jur. Johann Oerschel (13 Kinder, 8 Söhne & 5 Töchter)
3. Johann Caspar Meisner (~ 23. Dezember 1656 in Wittenberg)
4. Johann Christian Meisner (~ 25. März 1658 in Wittenberg)

## Werke
- Theologia Naturalis, Tribus Disputationibus Comprehensa. Wendt, Wittenberg 1648. (Digitalisat)
- Compendium Theologiae Brevibus thesibus adornatum, & XXII. Disputationibus propositum. Wendt, Wittenberg 1652. (1663) (Digitalisat der Ausg. 1652)
- Synopsis Controversiarum Papisticarum in Academia Wittebergensi proposita, & XXIII. Disputationibus publice ventilata  Wendt, Wittenberg 1656. (Digitalisat)
- Disputatio Theologica Solennis De Iure Pontificis Circa Electionem Imperatoris Romani. Röhner, Wittenberg 1657. (Digitalisat)
- Tractatus Theologicus de prophetiis. Wendt, Wittenberg 1670.
- Fasciculus Disputationum Theologicarum, In Academia Wittebergensi Conscriptarum. Wendt, Wittenberg 1661. (Digitalisat)
- Disputatio Theologica De Sanguine Christi. Bockard, Wittenberg 1662. (Digitalisat)
- Disputatio vitae Salomonis curriculum. Schrödter, Wittenberg 1675. (Digitalisat)
- Dissertatio de confusione linguarum Babylonica. Meisner, Wittenberg 1664. (Digitalisat)
- Exercitationes theologicae in Evangelium Matthaei. Meisner, Wittenberg 1664. (Digitalisat)
- Exercitationes theologicae XII de articulis fidei. Wendt, Wittenberg 1666. (Digitalisat)
- Descriptio ecclesiae omnium sanctorum Wittenbergensis collegiatae, de ejus fundatione, juribus, privilegiis, ornatibus, etc., Wendt, Wittenberg 1668. (Digitalisat)
- De sepultura B. Mariae thema. Henckel, Wittenberg 1662. (Digitalisat)
- Disputatio Theologica De Pluralitate Personarum Divinarum ex Vocabulo elohim eiusque constructione, desumpta Ex Genes. 1. vers. 1. Wendt, Wittenberg 1668. (Digitalisat)
- Iubilaeum Wittebergense, Das ist/ Wittenbergisches Jubelfest/ In der Churfürstlichen Sächsischen Schloß-Kirche zu Wittenberg am 31. Octobr. gefeyert : An welchen Tage Vor Hundert und Funffzig Jahren Herrn D. Luther seine erste Disputation wieder des Babstes Ablaß an der Kirchenthür daselbst angeschlagen hat. Wendt, Wittenberg 1668. (Digitalisat)
- Johannis Meisneri SS. Theol. D. & Prof. Publ. Examen Catechismi Palatini : Exhibens praecipuas aliquot controversias, quae Lutheranis cum Reformatis intercedunt. Schrödter, Wittenberg 1669. (Digitalisat)
- Disputatio theologica de luce primigenia, quam ex Genes. I. vers. 3,4,5. luce & duce Christo. Schrödter, Wittenberg 1680. (Digitalisat)
- Irenicum Duraeanum de articulis fidei fundamentalibus et consensu ac dissensu inter Lutheranos ac Reformatos. Schrödter, Wittenberg 1675. (Digitalisat)
- Diascepsis Theologica De Plerophoria Hiobi In Goelem Redivivum, Cunctosque Defunctos Vivificantem. Henckel, Wittenberg 1663. (Digitalisat)
- Disputatio de Capernaismo. Henckel, Wittenberg 1676. (Digitalisat)
- Exercitatio Theologica De Fidei Justificantis Ratione formali, Arminianis potissimum opposita. Henckel, Wittenberg 1667. (Digitalisat)
- Disputatio Theologica Solennis, De Origine Et Progressu Arianismi. Schrödter, Wittenberg 1680. (Digitalisat)